# A Time to Love
Albums de Stevie Wonder
Conversation Peace
(1995)
A Time to Love est un album studio de Stevie Wonder sorti en 2005, sorti 10 ans après le précédent album Conversation Peace qui datait de 1995.
Il a été classé n°5 dans l'U.S. Billboard 200, et a été bien accueilli par la critique,. Le titre From the Bottom of My Heart a remporté un Grammy Award.

## Liste des morceaux
Tous les chansons sont écrits par Stevie Wonder sauf indication contraire.
| 1.    | If Your Love Cannot Be Moved (avec Kim Bruell)                     |                            | 6:12 |
| 2.    | Sweetest Somebody I Know                                           |                            | 4:31 |
| 3.    | Moon Blue                                                          | Wonder, Akosua Busia       | 6:45 |
| 4.    | From the Bottom of My Heart                                        |                            | 5:12 |
| 5.    | Please Don't Hurt My Baby                                          |                            | 4:40 |
| 6.    | How Will I Know (avec Aisha Morris)                                |                            | 3:39 |
| 7.    | My Love Is on Fire (avec Hubert Laws à la flute)                   |                            | 6:16 |
| 8.    | Passionate Raindrops                                               |                            | 4:50 |
| 9.    | Tell Your Heart I Love You                                         |                            | 4:30 |
| 10.   | True Love                                                          |                            | 3:32 |
| 11.   | Shelter in the Rain (avec Kirk Franklin)                           |                            | 4:19 |
| 12.   | So What The Fuss (avec En Vogue aux chœurs et Prince à la guitare) |                            | 5:04 |
| 13.   | Can't Imagine Love Without You                                     |                            | 3:45 |
| 14.   | Positivity (avec Aisha Morris)                                     |                            | 5:07 |
| 15.   | A Time to Love (avec India.Arie et Paul McCartney à la guitare)    | Wonder, India Arie Simpson | 9:17 |
| 77:41 |                                                                    |                            |      |